# كياثون فنزويلي
كياثون فنزويلي (الاسم العلمي:Cyathea venezuelensis) هو نوع من النباتات يتبع جنس الكياثون من الفصيلة الكياثونية. سمي هذا النوع نسبةً إلى فنزويلا.